# Тімо Юхані Репо
Тімо Юхані Репо (фр. Timo Repo; нар. 1945, Фінляндія) — фінський дипломат. Третій Надзвичайний і Повноважний Посол Фінляндії в Україні після відновлення незалежності у 2000—2003 роках.

## Біографія
Тімо Юхані Репо народився 1945 року у Фінляндії.
Дипломатична кар'єра:
- З 1973 року по 1975 рік — співробітник МЗС Фінляндії.
- З 1975 року по 1977 рік — співробітник посольства Фінляндії в Софії (Болгарія).
- З 1977 року по 1979 рік — співробітник посольства Фінляндії у Стокгольмі (Швеція).
- З 1979 року по 1982 рік — співробітник МЗС Фінляндії у Гельсінкі.
- З 1982 року по 1986 рік — співробітник посольства Фінляндії у Москві (СРСР).
- З 1986 року по 1994 рік — генеральний секретар радянсько-фінської комісії з економічного співробітництва.
- З 1994 року по 2000 рік — генеральний консул Фінляндії у Франкфурті-на-Майні (Німеччина).
- З 2000 року по 2003 рік — Надзвичайний і Повноважний Посол Фінляндії в Україні.